# Máy đập - nghiền
Đập - nghiền là quá trình giảm nhỏ kích thước hạt vật liệu xuống mức mong muốn, được dùng trong nhiều ngành sản xuất khác nhau. Việc áp dụng máy móc cơ giới cho ra đời các máy đập - nghiền thay thế việc đập nghiền thủ công bằng sức người hay các công cụ thô sơ như trước đây.

## Quá trình đập - nghiền
Đại lượng đặc trưng cho quá trình đập là mức đập, đó là tỉ lệ giữa cỡ hạt vật liệu (lớn nhất) của đầu vào và hạt đầu ra. Đối với các máy đập bằng va đập, vật liệu mềm và giòn thì mức đập có thể đạp đến 40 lần, tuy nhiên mức đập hợp lý thường là 10-15 lần. Mức đập của các thiết bị đập thực tế chỉ có giới hạn, nên thông thường phải phân chia thành nhiều giai đoạn đập, sử dụng một số thiết bị đập với các cấp đập khác nhau đến khi đạt được yêu cầu.
Tùy theo lực phá vỡ trong quá trình đập có thể phân thành năm loại: nén, cắt, nén-cắt, xiết, va đập. Tùy theo tính chất cơ lý và cỡ hạt của vật liệu mà chọn máy đập với phương thức tác động lực phù hợp.
Nghiền là giai đoạn tiếp theo sau giai đoạn đập, giảm kích thước vật liệu đến mức mịn, tinh.
Phân loại theo môi trường có đập khô và đập ướp. Đối với đập, thông thường dùng đập khô, đập ướt chỉ phù hợp dùng các loại vật liệu dính kết như sét, hoặc muốn kết hợp đập và rửa. Đối với nghiền, thông thường dùng nghiền ướt do năng suất và hiệu suất cao hơn đập khô, giảm bụi, trừ trường hợp vật liệu nghiền không được phép tiếp xúc với nước.
Thông thường đập - nghiền không tách rời khâu sàng và các thiết bị sàng, thiết bị phân cấp; mục đích là để phân cấp cỡ hạt thành phẩm hoặc loại bỏ hạt vật liệu quá cỡ chưa đạt yêu cầu.

## Các thiết bị đập - nghiền tiêu biểu
- Máy đập hàm[1]
- Máy đập nón[2]

Mô tả đơn giản cơ chế hoạt động của một máy đập hàm

- Máy đập trục (trục trơn, trục răng)[3]
- Máy đập va đập (máy đập búa[4], máy đập roto, máy đập trục đứng)
- Máy nghiền tang quay
- Máy nghiền bi
- Máy nghiền thanh
- Máy tự nghiền và bán tự nghiền
- Máy nghiền siêu mịn (máy nghiền rung, nghiền tháp, nghiền bàn trục lăn, nghiền phản lực)[5]